# Cyganka (Silésie)
Pour les articles homonymes, voir Cyganka.
Cyganka (prononciation : [t͡sɨˈɡanka]) est une localité polonaise de la gmina de Panki, située dans le powiat de Kłobuck en voïvodie de Silésie.